# René-Laurent Vuillermoz
Pour les articles homonymes, voir Vuillermoz.
René-Laurent Vuillermoz, né le 26 octobre 1977, est un biathlète italien originaire de la Vallée d'Aoste.

## Biographie
Originaire de Sarre, il est frère du skieur de fond Richard Vuillermoz. Il a fait partie de l'équipe nationale italienne de 2000 à 2012, terminant deux fois sur le podium en Coupe du monde à Ruhpolding en 2005 et à Oberhof en 2007. Il aussi participé a trois éditions des Jeux olympiques entre 2002 et 2010, réalisant ses meilleurs résultats en 2006 à Turin, incluant une treizième place à la poursuite.
Il remporte le titre national de la mass start en 2009.

## Vie privée
Il a eu une relation amoureuse avec la Française Sylvie Becaert.

## Palmarès

### Jeux olympiques
| Épreuve / Édition     | Salt Lake City 2002              | Turin 2006 | Vancouver 2010 |
| Individuel 20 km      | 72e                              | 25e        | 54e            |
| Sprint 10 km          | -                                | 39e        | -              |
| Poursuite 12,5 km     | -                                | 13e        | -              |
| Départ en masse 15 km | Épreuve inexistante à cette date | 25e        | -              |
| Relais 4 × 7,5 km     | -                                | 8e         | -              |

### Championnats du monde
| Épreuve / Mondiaux | Khanty-Mansiïsk 2003             | Oberhof 2004                     | Hochfilzen 2005 | Pokljuka 2006 | Antholz-Anterselva 2007 | Östersund 2008 | Pyeong Chang 2009 | Khanty-Mansiïsk 2011 | Ruhpolding 2012 |
| Individuel 20 km   | 85e                              | 64e                              | -               | JOTurin       | 17e                     | 37e            | -                 | -                    | 72e             |
| Sprint 10 km       | 57e                              | 52e                              | 31e             | JOTurin       | 9e                      | 40e            | 39e               | 53e                  | -               |
| Poursuite 12,5 km  | 47e                              | 48e                              | 51e             | JOTurin       | 28e                     | 38e            | 43e               | 50e                  | -               |
| Mass start 15 km   | -                                | -                                | -               | JOTurin       | 30e                     | -              | -                 | -                    | -               |
| Relais 4 × 7,5 km  | 18e                              | 15e                              | 9e              | JOTurin       | 4e                      | 11e            | 7e                | 5e                   | -               |
| Relais mixte       | Épreuve inexistante à cette date | Épreuve inexistante à cette date | 19e             | 12e           | 6e                      | 5e             | -                 | -                    | -               |

### Coupe du monde
- Meilleur classement général : 27e en 2006.
- 2 podiums individuels : 2 troisièmes places.
- 2 podiums en relais : 1 deuxième place et 1 troisième place.
- 1 podiums en relais mixte : 1 deuxième place.

#### Classements en Coupe du monde
| Saison    | Classement général final | Individuel | Sprint | Poursuite | Mass start |
| 2001-2002 | nc                       | nc         | nc     | nc        |            |
| 2002-2003 | 53e                      | nc         | 51e    | 46e       |            |
| 2003-2004 | 80e                      | nc         | 73e    | 72e       |            |
| 2004-2005 | 41e                      | nc         | 27e    | 49e       | 44e        |
| 2005-2006 | 27e                      | 10e        | 38e    | 20e       | 32e        |
| 2006-2007 | 28e                      | 37e        | 26e    | 31e       | 25e        |
| 2007-2008 | 70e                      | nc         | 59e    | nc        |            |
| 2008-2009 | 63e                      | nc         | 55e    | 48e       |            |
| 2009-2010 | 88e                      | 56e        | nc     | nc        |            |
| 2010-2011 | 76e                      | 69e        | 93e    | 57e       |            |
| 2011-2012 | 69e                      | nc         | 58e    | 91e       |            |